# Синдром Пфайффера
Синдром Пфайффера — редкое генетическое расстройство, характеризующееся преждевременным «срастанием» некоторых костей черепа (краниостеноз), которое препятствует дальнейшему росту черепа и тем самым повреждает форму головы и лица:577 Синдром Пфайффера также влияет на кости рук и ног.
Данный синдром назван в честь Рудольфа Артура Пфайффера (1931—2012), который в 1964 году перечислил черты лица, которые присущи краниосиностозу, такие как высокий выпуклый лоб и верхнечелюстная гипоплазия (значительно выпирающие глаза, подпирающие кости щёк). С синдромом Пфайффера рождается один ребёнок на 100 000 новорождённых.

## Генетика
Синдром Пфайффера значительно связан с мутациями рецепторов фактора роста фибробластов 1 и 2. Эти рецепторы очень важны для правильного развития костей.

## Представление
Многие особенности черт лица, которые описывает Пфайффер, являются результатом преждевременного «срастания» костей черепа. Голова не способна нормально расти и развиваться, что ведёт к тому, что глаза приобретают выпуклую форму и становятся широко раскрытыми, верхняя челюсть слаборазвита, а нос выглядит как клюв. Около 50 процентов детей с синдромом Пфайффера теряют слух и имеют проблемы с зубами. Широкие большие пальцы на руках и ногах — особые признаки этого синдрома.

## Классификация
Синдром Пфайффера подразделяется на три типа.
- 1-й тип, также известен как классический синдром Пфайффера, имеет симптомы, перечисленные выше. Большинство людей с этим типом имеют нормальный интеллект и ведут достаточно полноценную жизнь.
- 2-й и 3-й типы более серьёзные и связаны с проблемами нервной системы. Преждевременное «срастание» костей черепа может ограничить рост мозга, что может привести к задержке в развитии и другим неврологическим проблемам.
  - 2-й тип отличается от 3-го типа тем, что может привести к формированию головы в виде клеверного листа, причиной этого является обширное «срастание» костей черепа.